# Habitatge al carrer Mestre Güell, 10 (Tàrrega)
L'Habitatge al carrer Mestre Güell, 10 és una obra de Tàrrega (Urgell) inclosa a l'Inventari del Patrimoni Arquitectònic de Catalunya.

## Descripció
És un edifici de característiques arquitectòniques molt senzilles i de caràcter popular, igual que la resta d'habitatges d'aquest carrer de Tàrrega. Totes elles són molt similars entre si. Aquest habitatge, de planta rectangular, està fet a base de grans carreus de pedra disposats regularment (planta baixa) i de maons a la resta de plantes. A la façana lateral hi ha un mur de carreus de pedra irregulars, sense arrebossar, diferenciant-se de la principal.
Es troba adossat a un habitatge per la banda de ponent i per l'altra banda, queda totalment descoberta. L'edifici està estructurat en planta baixa i dos pisos, amb un eix vertical definit per la major part de les obertures. A la planta baixa hi ha dues portes, per una banda, una gran portalada ampla i amb forma d'arc rebaixat i per altra banda, una petita porteta, molt estilitzada i estreta, que seria l'accés a l'habitatge. Ambdues obertures aporten a la part central superior una mena de clau de volta, llisa en decoració.
Pel que fa a la primera i segona planta hi ha dues finestres a cada pis. Totes quatre segueixen al mateix aspecte formal que les portes inferiors, en forma d'arc rebaixat i també amb la presència de la clau de volta a la part central de l'arc de finestra. La diferència, però, entre les dues plantes superiors és que en el primer pis la balconada és única, compartint i unificant les dues finestres. En canvi, en la segona planta, el balcó és individual. Cadascun dels balcons aporta una barana de forja treballada seguint sempre el mateix motiu decoratiu en totes elles.